# Loigny-la-Bataille

Loigny-la-Bataille este o comună în departamentul Eure-et-Loir, Franța. În 1 ianuarie 2022 avea o populație de 215 de locuitori.